# Abell 520
Abell 520 est un amas de galaxies situé dans la constellation d'Orion entre 1,26 et 2,36 milliards d'années-lumière (387 à 723 Mpc) de la Voie lactée selon les sources, la seconde valeur étant la plus couramment citée. Il s'agit d'une structure inhabituelle, qui résulte d'une collision d'amas de galaxies de tailles comparables, d'où son surnom anglophone Train Wreck Cluster traduit parfois par « accident de train cosmique ».

## Distribution de la matière noire
Cet amas pose un problème sérieux aux théories actuelles décrivant la matière noire ainsi qu'à la plupart des théories alternatives proposant des lois modifiées de la gravitation — théorie MOND — car la matière noire qu'on y détecte indirectement par ses effets gravitationnels ne s'y répartit pas comme on s'y attendrait.
Ainsi, comme dans les autres cas de collisions d'amas, tel notamment l'amas de la Balle, les galaxies et les gaz du milieu intra-amas se comportent différemment les uns des autres, les étoiles des galaxies étant relativement peu freinées par la collision tandis que le gaz intergalactique est sensiblement plus affecté, avec onde de choc et élévation de la température, ce qui conduit à séparer les galaxies de leur milieu intra-amas. Il s'avère également que cette structure contient autant de galaxies et de gaz que les autres amas de taille comparable.
En revanche, Abell 520 possède en son centre une région exerçant un puissant effet de lentille gravitationnelle, qu'on attribue généralement à la matière noire, mais dépourvue de galaxies et plus généralement de matière baryonique détectable. Or les principales théories décrivant la matière noire prédisent que les galaxies demeurent toujours étroitement liées à la matière noire tandis que seul le gaz du milieu intra-amas est susceptible de s'en désolidariser — et de se désolidariser de ce fait également des galaxies elles-mêmes.
On est donc en présence, avec Abell 520, d'une structure dans laquelle la matière noire semble n'être liée ni aux galaxies ni au gaz intergalactique.

## Interprétation alternative
Une étude publiée en novembre 2008 sur le mouvement de 293 galaxies dans le champ d'Abell 520 suggère que cet amas serait en fait en train de se former au croisement de trois filaments galactiques. L'un de ces filaments serait aligné sur la ligne de visée et se projetterait sur le centre de l'amas en formation, ce qui expliquerait l'effet de lentille gravitationnelle observé sur l'arrière plan de cette structure. La matière noire se distribuerait ainsi en longueur devant l'amas dans notre direction et ne se concentrerait donc pas au cœur d'Abell 520, ce qui changerait radicalement l'interprétation de ces observations.

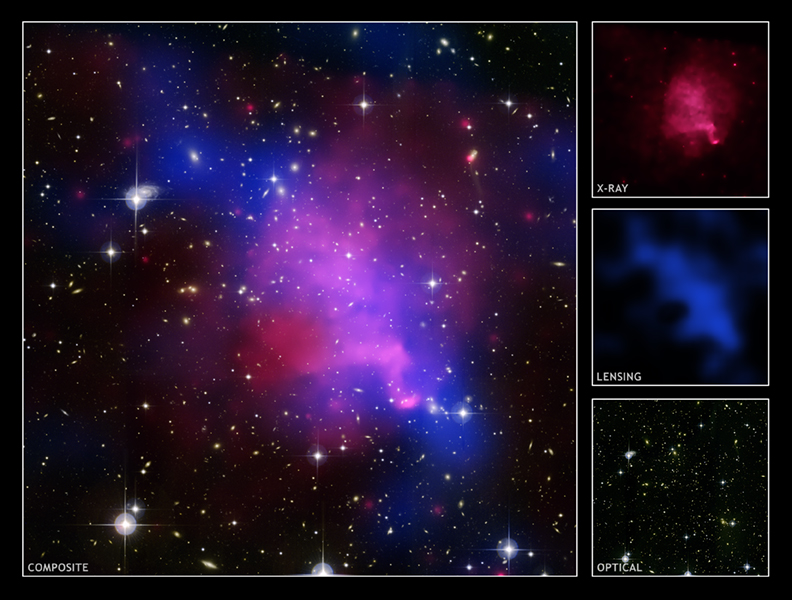
Abell 520 vu par le télescope spatial Chandra.